# Super Mario Bros.
Super Mario Bros. е видеоигра от 1985 г., създадена за японската и новопроизведена конзола Nintendo Entertament System. Това е и една от първите произведени игри за конзолата. Играта показва свеж и новаторски стил в гейм-дизайна, както и други фактори които я правят уникална. Създател на „Супер Марио“ е Шигеро Миямото, един от главните програмисти на Nintendo. Играта се продава с огромен успех в САЩ и Япония. История на играта почти няма, въпреки че е оригинална. След излизането на първата се появява и втора през 1988 г., но тя излиза на две версии, американска и японска между които има огромна разлика и едната никога не излиза в съединените щати. През 1990 година излиза и Super Mario Bros. 3, която е една от първите игри с физичен енджин и която дори днес е една от най-популярните игри за виртуални конзоли. Излизат още към 100 продължения, като Super Mario World-' за Super Nintendo. Историята на играта се развива, както и графика звук и всичко останало.